# Фрейбергс, Викторс
Викторс Фрейбергс (латыш. Viktors Freibergs; 28 сентября 1955, Мадона — 13 июля 2022, Латвия) — киновед и писатель. Ассоциированный профессор факультета социальных наук Латвийского университета. Доктор философии.

## Биография
Виктор Фрейбергс родился в 1955 году в Мадоне. Учился в Рижской 49-й средней школе. С 1974 по 1979 год учился на факультете иностранных языков Латвийского государственного университета. В 1982 году поступил в аспирантуру на кафедру иностранной литературы, защитил кандидатскую диссертацию по теме «Творческий путь Джона Фаулза». В 1987 году назначен доцентом факультета современных языков Латвийского университета, позднее — кафедры коммуникативистики факультета социальных наук Латвийского университета.
Регулярно выступал с публичными лекциями в кинотеатрах KSuns, Splendid Palace, Kino Bize и других местах. С 2008 года лектор цикла лекций Рижского киномузея «Чего не следует не знать». Провёл серию гостевых лекций в Балтийской школе кино и медиа в Таллине (2007—2008), в офисе Совета министров Северных стран (2009—2011). Лауреат премии Дзинтарса Содума в области литературы за изданную в 2019 году книгу    «История кинематографической болезни» (латыш. Viktors Freibergs Kinomāna slimības vēsture).
Умер 13 июля 2022 после продолжительной болезни.

## Книги
- Viktors Freibergs. Kinomāna slimības vēsture (латыш.) / Kristīne Matīsa. — Rīga: Aminori, 2019. — ISBN 9789934884429.
- Viktors Freibergs. Viktora otrā grāmata (латыш.) / Kristīne Matīsa. — Rīga: Kino Raksti;  Ekrāns, 2021. — ISBN 9789934235269.
- Viktors Freibergs, Daniela Zacmane. Vakar, šodien, rīt (латыш.) / Kristīne Matīsa. — Rīga: Aminori, 2022. — ISBN 9789934612107.

## Публикации
- Freibergs, Viktors. (2018). Kino mediji. Grām.: Zelče, Vita (red.). Latvijas mediju vides daudzveidība. Rīga: LU Akadēmiskais apgāds. 289-293. lpp. ISBN 9789934183607.
- Brikše, Inta; Freibergs, Viktors; Spurava, Guna (2014). Children’s internet competence vs. self-confidence and self-comfort: case study of Latvia. In: Kurbanoğlu, Serap, Špiranec, Sonja; Grassian, Esther (eds). Information Literacy. Lifelong Learning and Digital Citizenship in the 21st Century: Second European conference, ECIL 2014, Dubrovnik, Croatia, October 20-23, 2014: Proceedings. New York: Springer. p. 233-242. (Communications in computer and information science; Vol. 492). DOI: 10.7124 bc. 0008C3.